# Villafranca del Campo
Villafranca del Campo ist ein Ort und eine Gemeinde (municipio) mit nur noch 296 Einwohnern (Stand: 2024) im Norden der Provinz Teruel in der autonomen Region Aragonien im östlichen Zentrum von Spanien. Die Gemeinde gehört zur bevölkerungsarmen Serranía Celtibérica. 

## Lage und Klima
Villafranca del Campo liegt in den Bergen der Sierra de Cucalón in ca. 955 m Höhe und ist ca. 60 km (Fahrtstrecke) in nordnordwestlicher Richtung von der Provinzhauptstadt Teruel entfernt. Durch die Gemeinde führt die Autovía A-23.
Das Klima ist trotz der Höhenlage gemäßigt bis warm; Regen (ca. 504 mm/Jahr) fällt übers Jahr verteilt.

## Bevölkerungsentwicklung
| Jahr      | 1970 | 1981 | 1991 | 2001 | 2011 | 2021 |
| Einwohner | 665  | 553  | 403  | 378  | 332  | 300  |

## Wirtschaft
Villafranca del Campo war lange Zeit durch den Bergbau geprägt. Heute ist es traditionell landwirtschaftlich orientiert, wobei die Viehzucht die größte Rolle spielt. 

## Sehenswürdigkeiten

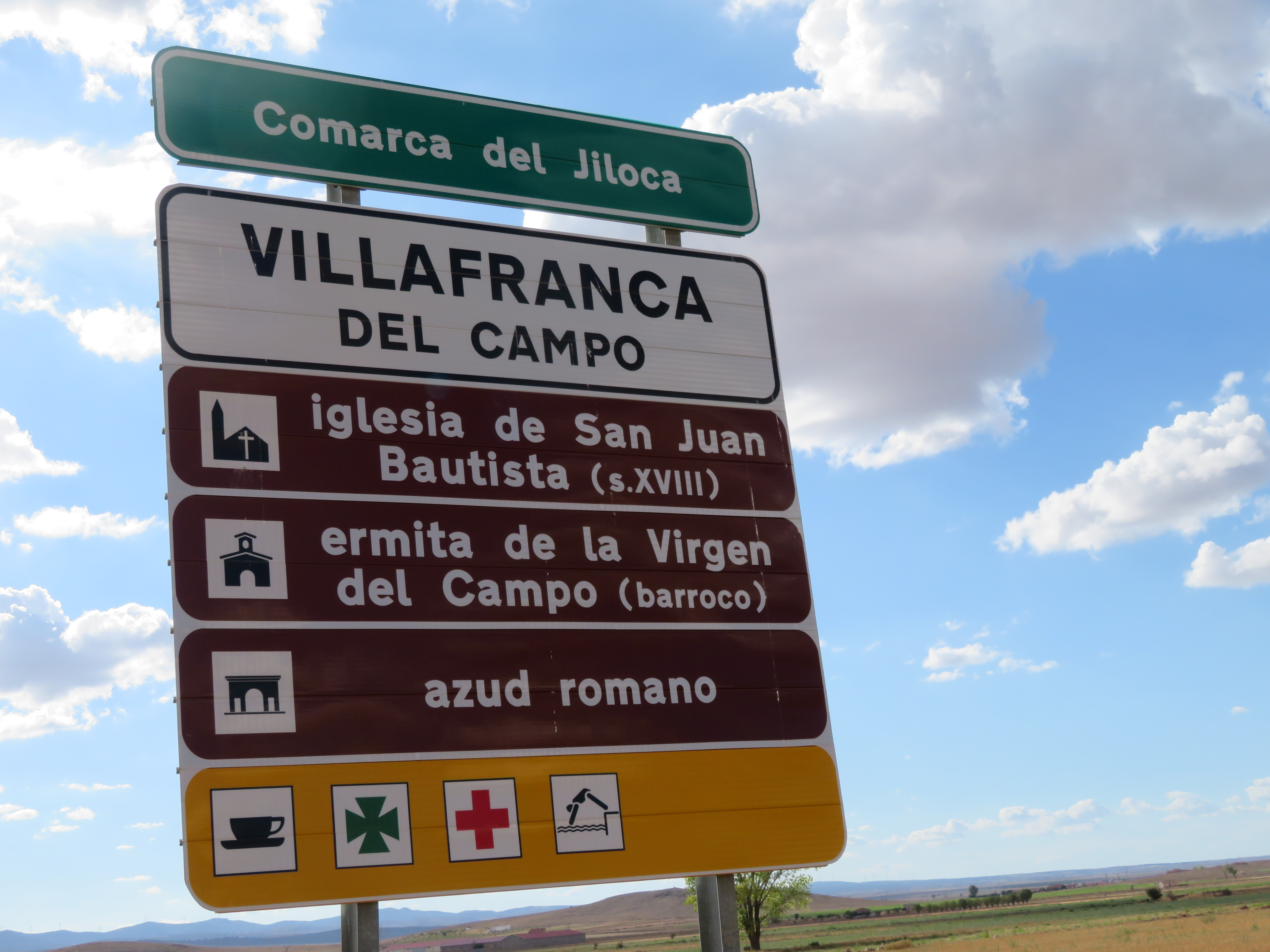
Villafranca del Campo

- Villafranca del CampoJohannes-der-Täufer-Kirche
- Marienkapelle

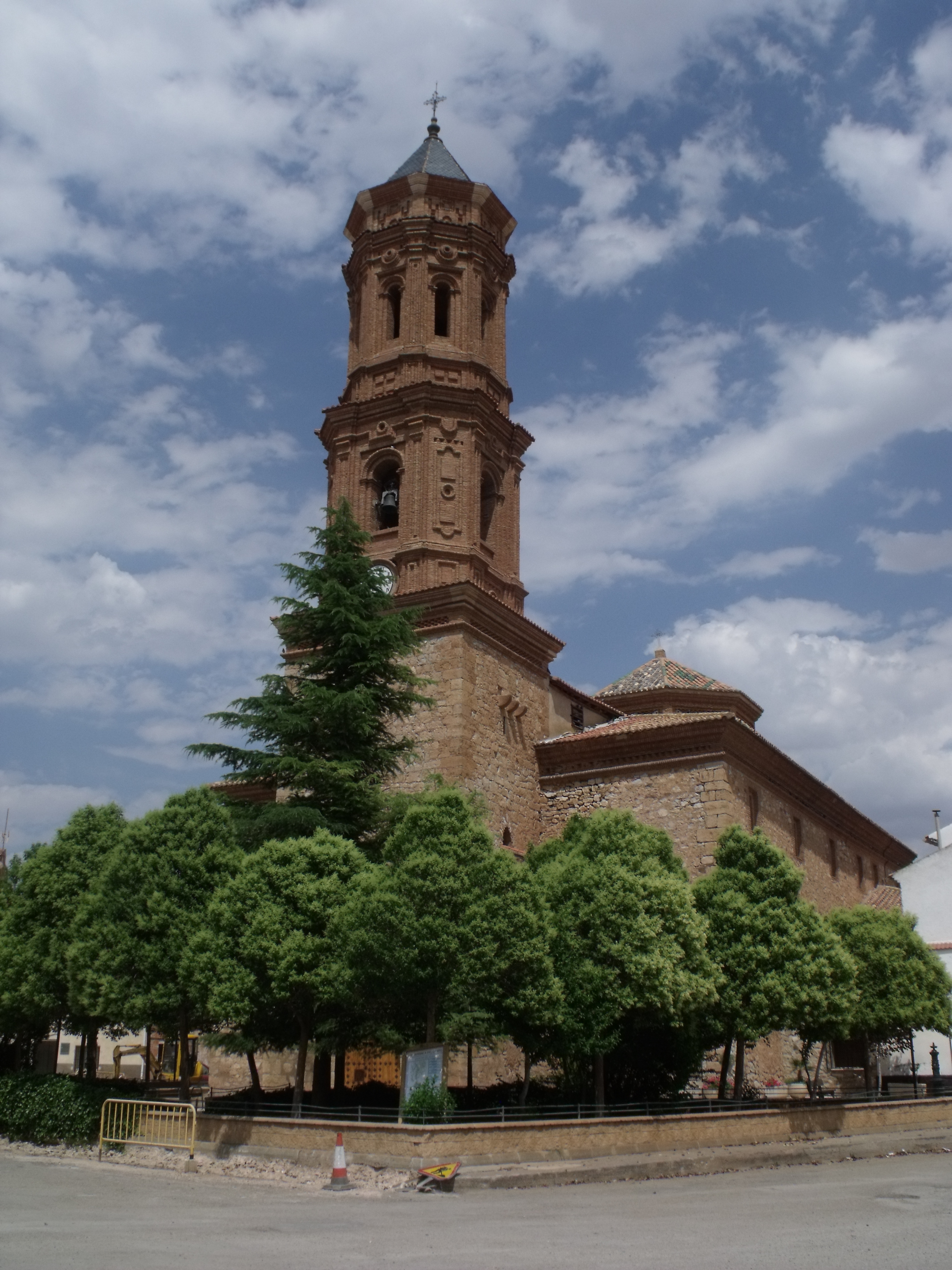
Johannes-der-Täufer-Kirche
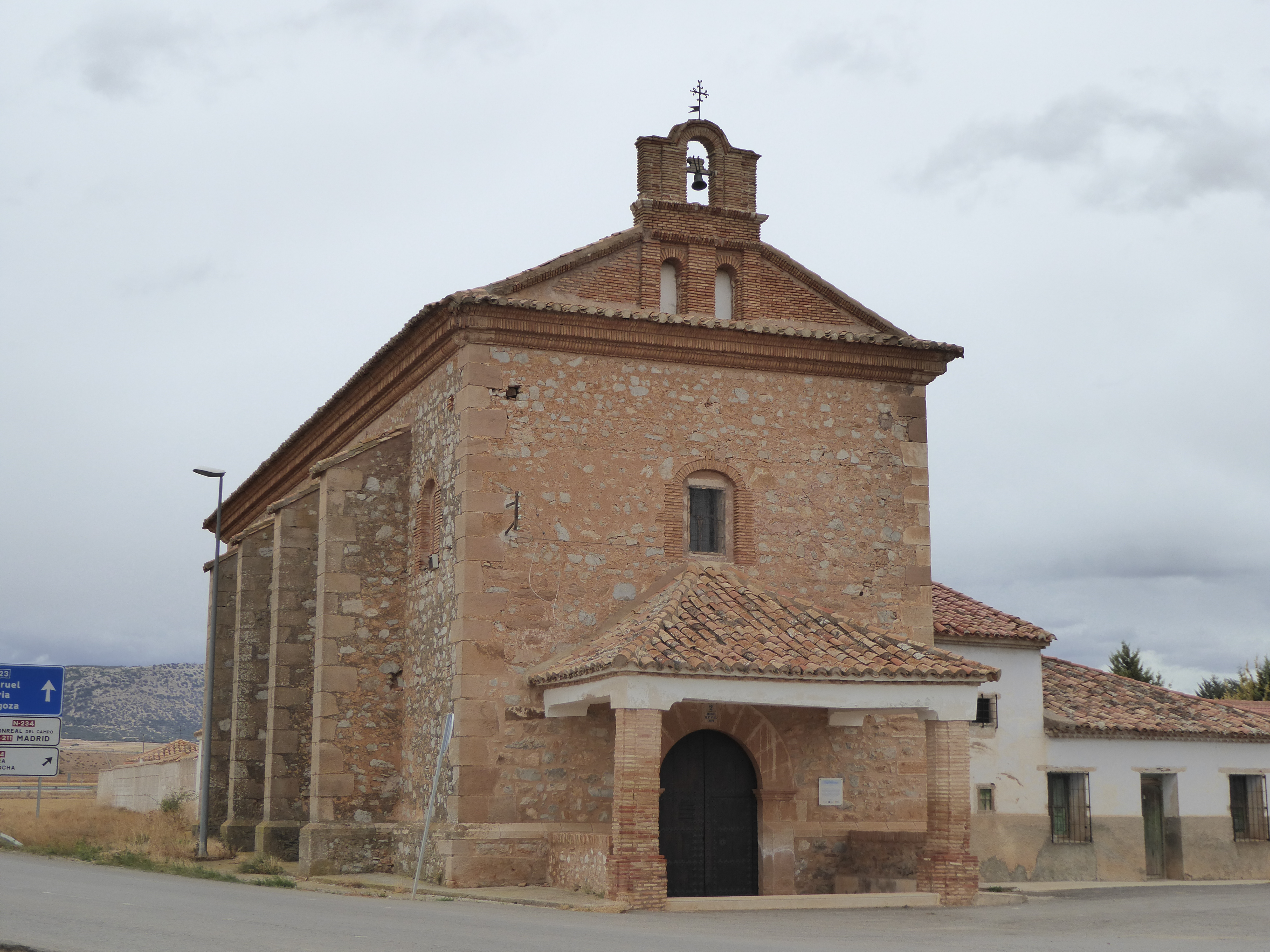
Marienkapelle
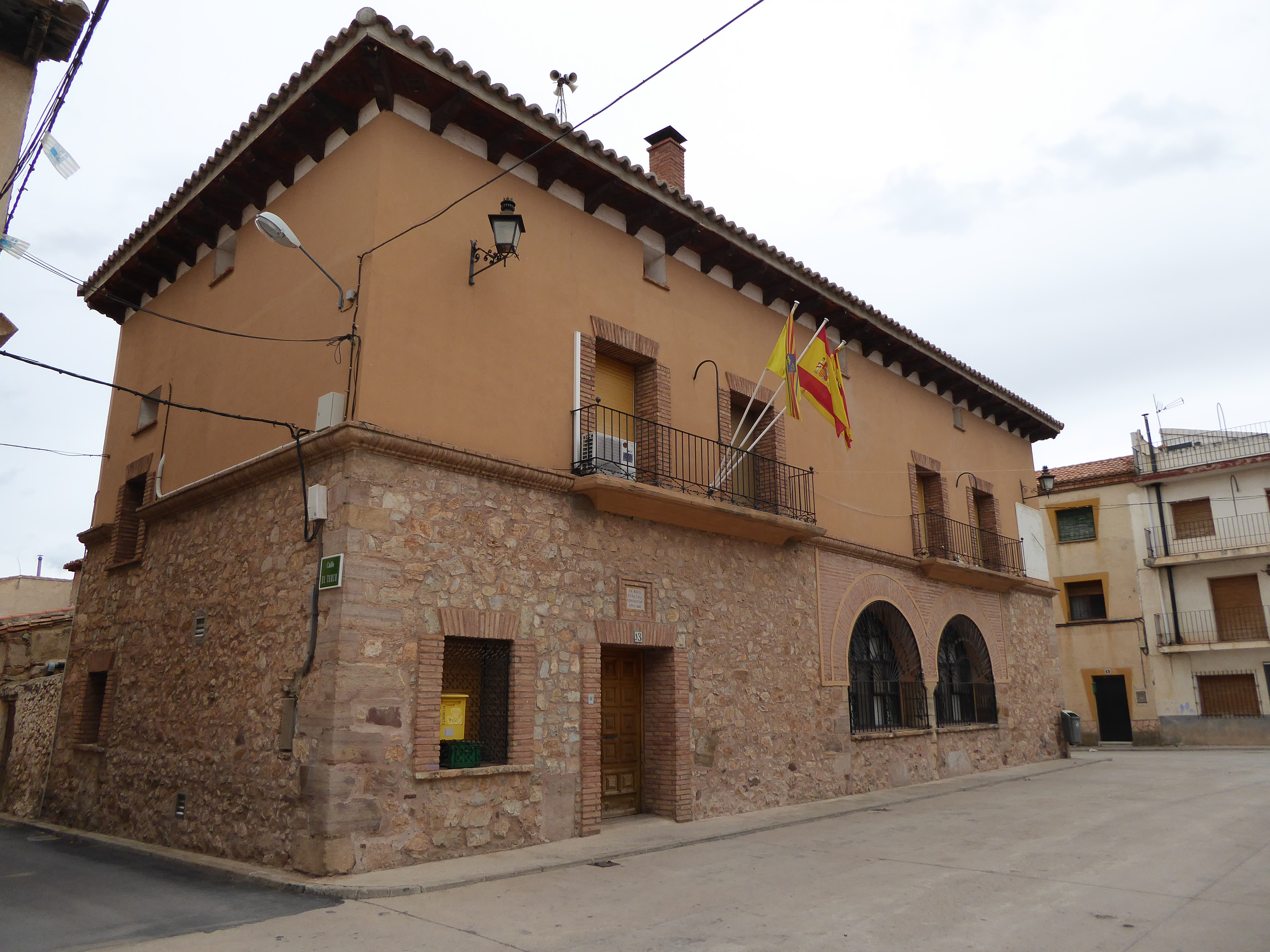
Rathaus
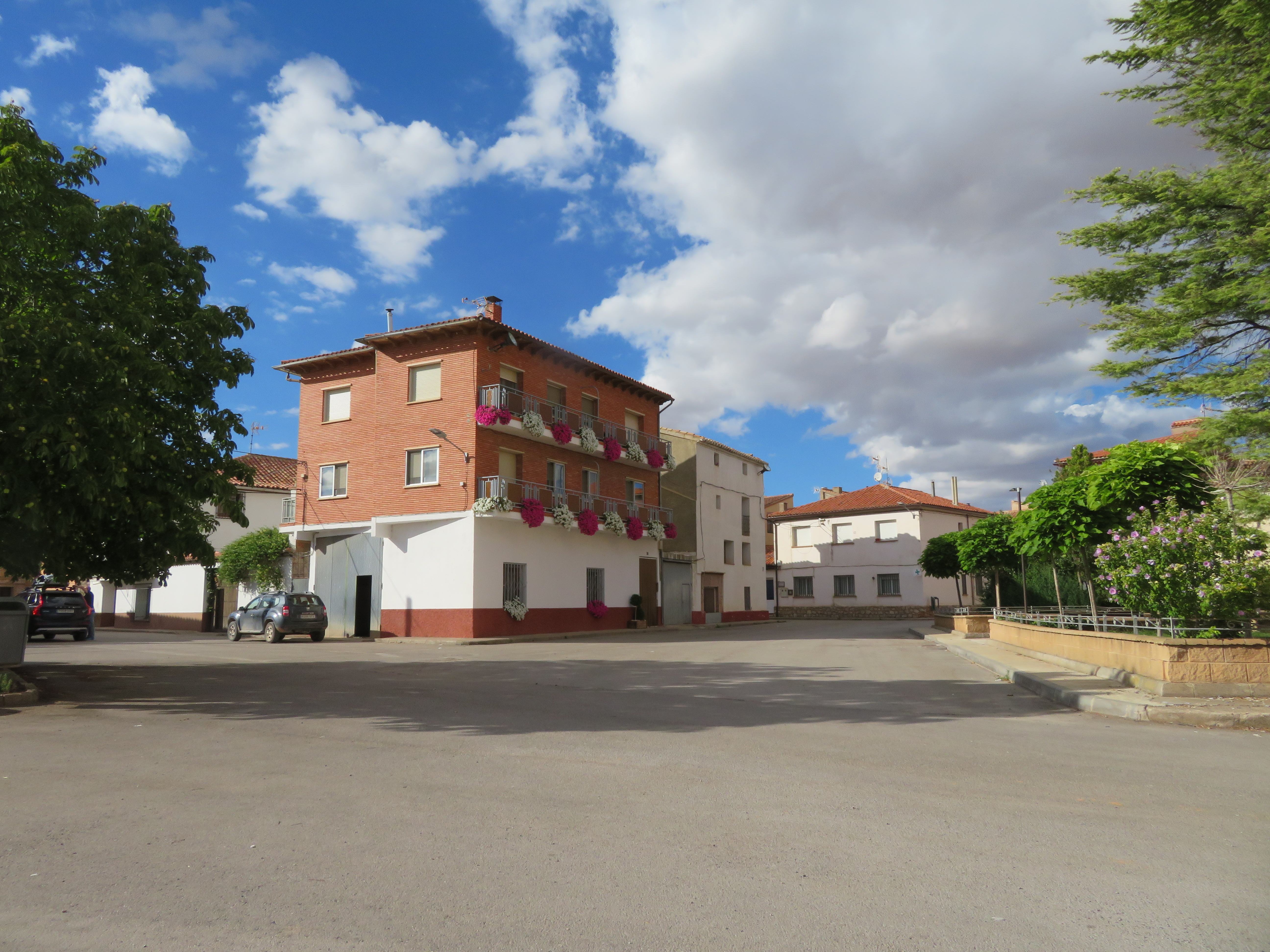
Villafranca del Campo